# Sébastien Le Prestre de Vauban
Sébastien Le Prestre, divenuto poi marchese di Vauban e comunemente chiamato Vauban (Saint-Léger-Vauban, 15 maggio 1633 – Parigi, 30 marzo 1707), è stato un generale francese, uno dei più grandi ingegneri militari di tutti i tempi, e una delle maggiori figure della Francia del Re Sole.
Fu anche Maresciallo di Francia. A lui si debbono numerosissimi esempi di fortificazione alla moderna della quale è
il culmine evolutivo. Più che alla fortificazione, comunque, egli deve la sua gloria militare agli assedi, nei quali diede il meglio di sé, e di cui fu il primo a dare completa teorizzazione matematica col metodo delle parallele che rimase in uso fino alla seconda guerra mondiale, quando le fortificazioni alla moderna erano ormai un ricordo del passato.
Dodici opere di Vauban, raggruppate nelle Fortificazioni di Vauban, sono state iscritte nella lista dei Patrimoni dell'umanità UNESCO il 7 luglio 2008.

## Biografia
Nacque il 1º maggio 1633 a Saint-Léger-de-Foucherets (poi ribattezzato in suo onore Saint Léger Vauban) nella regione del Morvan, attuale dipartimento della Yonne, in Borgogna, era figlio di Urbain le Prestre e di sua moglie Edmée de Carmignolle. Venne battezzato due settimane dopo. La sua era una famiglia della piccola nobiltà ormai caduta in rovina, ed il giovane Vauban rimase inoltre orfano a dieci anni. Dopo un periodo vissuto in campagna fu educato da un priore dei carmelitani di Semur-en-Auxois che tra l'altro gli fornì solide basi scientifiche, matematiche e geometriche. A diciassette anni Il giovane fece le sue prime prove nell'esercito frondista di Luigi II di Borbone-Condé (detto “Il Gran Condé”) che gli offrì un brevetto di Ufficiale, ma subito dopo aver diretto alcune fasi della fortificazione di Clermont-en-Argonne e partecipato alla presa della piazzaforte di Sainte-Menehould cadde prigioniero dell'esercito realista; il cardinale Mazzarino in persona lo notò e lo convinse ad entrare nelle file dei sostenitori del giovane Luigi XIV.
La sua parte nella risottomissione di Sainte-Menehould al Re gli fruttò un brevetto di luogotenente nel reggimento di Borgogna e subito dopo si distinse nella battaglia di Stenay dove fu ferito due volte. Poco dopo aver preso quella stessa Clermont alle cui mura aveva lavorato poco prima, ricevette (nel 1655) il brevetto di ingénieur du roi e poté servire sotto il principale esperto dell'epoca, cavaliere de Clerville. Nel 1659, al termine della guerra, aveva al suo attivo altri dieci assedi vittoriosi, numerose ferite e gli era stato conferito in premio il comando di una compagnia nel prestigioso reggimento di Piccardia, comandato dal maresciallo La Ferté-Sennecterre. Il Trattato dei Pirenei del 1659 concesse al reggimento del Vauban un po' di quiete nella guarnigione di Nancy. In questo periodo (marzo 1660) si sposò con Jeanne d'Aulnay, figlia del barone d'Épiry e sua cugina.
Alla fine delle ostilità Vauban ricevette l'incarico di costruire o rimodernare numerose importanti fortezze, fra le quali Dunkerque, dove i lavori si protrassero fino all'anno prima della sua morte. Quando la guerra riprese nel 1662 Vauban condusse, sotto gli occhi del Re Sole in persona, l'assedio di Douai Tournai e Lilla. All'assedio di Lille ricevette un brevetto di luogotenente delle Guardie (equivalente al grado di colonnello in altri reparti) come ricompensa al valore. Il Trattato di Aquisgrana (1668) lasciò molte fortezze in possesso francese, che Vauban si occupò di migliorare o ricostruire, anche se ancora non aveva sviluppato un proprio sistema teorico di tracciamento e fortificazione. Colbert ed il marchese Louvois si mostrarono profondamente interessati ai suoi lavori e su impulso del Louvois Vauban pubblicò nel 1669 il suo primo lavoro teorico, un Mémoire pour servir à l'instruction dans la conduite des sièges (Appunti per l'addestramento alle tattiche d'assedio), pubblicato a Leida nel 1740.

## IlPré Carré
Intorno al 1673 (guerra d'Olanda) Vauban incominciò a meditare l'organizzazione del pré carré (prato quadrato, aiuola), cioè un sistema di fortezze regolarmente spaziate fra loro concepite in modo da sbarrare permanentemente la frontiera con i Paesi Bassi. Uno dei prospettati vantaggi di questa riorganizzazione era la riduzione dei costi per mantenere fortezze inutili o troppo isolate in territorio ostile. Il concetto del pré carré, una volta adottato, avrà conseguenze enormi dal punto di vista storico, poiché influenzerà tutto il pensiero militare francese successivo, determinando, con l'eccezione della parentesi napoleonica, un'attitudine prevalentemente difensivistica delle strategie francesi che culminerà nella costruzione della linea Maginot tra prima e seconda guerra mondiale.
Nel 1678 Vauban, nominato alla morte del cavaliere de Clerville commissaire général des fortifications, comunicò a Louvois un suo progetto per una doppia linea di piazzeforti esemplata da uno schieramento in battaglia, una sorta di cintura di protezione del regno.
La prima linea conterà 13 città fortificate e due fortezze; Dunkerque, Bergues, Furnes, Fort de Kenock, Ypres, Menin, Lille, Tournai, Forte la Montagne, Condé, Valenciennes, Le Quesnoy, Maubeuge, Philippeville e Dinant. Queste piazzeforti dovranno essere messe in comunicazione mediante un sistema di vie d'acqua di interesse militare, ma dalle ovvie potenzialità economiche. Anche la seconda linea si comporrà di 13 punti: Gravelines, Saint-Omer, Aire, Béthune, Arras, Douai, Bouchain, Cambrai, Landrecies, Avesnes, Mariembourg, Rocroi e Charleville.

## Le fasi culminanti della carriera
Nel 1672, alla ripresa della guerra, a Vauban fu affidata la direzione dei maggiori assedi (Rheinbergen e Nimega 1672, Maastricht e Treviri 1673, Besançon 1674). Inoltre fu al comando della difesa di una fortezza, Oudenaarde, per la prima e l'ultima volta. Tra numerosi altri assedi trovò il tempo di redigere le preziose Instructions pour la défense, per i comandanti delle piazzeforti di Verdun e Le Quesnoy. Fu promosso Maréchal de camp nel 1676. In questo periodo Vauban cominciò a dare forma alle sue riflessioni sui metodi di investimento di piazzeforti, su cui è basata, molto più che sui suoi sistemi di fortificazione, la sua gloria di ingegnere militare. Si deve a lui la teorizzazione e l'uso sistematico delle parallele per l'avvicinamento di truppe ed artiglierie, metodo ancora in uso nel XX secolo.
Con la morte del De Clerville lo attendeva il posto di Commissario generale delle fortificazioni. Le acquisizioni territoriali francesi susseguenti alla Pace di Nimega lo impegnarono in ulteriori campagne di adattamento e costruzione di nuove fortezze, soprattutto, Strasburgo (1681) e Saarlouis, in cui apparve il cosiddetto Primo sistema di Vauban (si distinguono tre sistemi, anche se Vauban stesso se ne attribuiva solo due).
Si cominciò a parlare di secondo sistema a partire dal 1682, anche se numerosi miglioramenti furono apportati nel corso degli anni, come le torri-bastione, copiate dalle torri fortificate della cittadella di Lussemburgo, opera di un ingegnere spagnolo. Negli stessi anni venne pubblicato (L'Aia, 1683-1685) un manuale pratico Le Directeur-Général des fortifications. Nella fortificazione di Landau (1687) vennero impiegate tutte le risorse tecniche disponibili e Vauban si adoperò per farne la più formidabile piazza dell'Alsazia meridionale. Nello stesso tempo le sue teorie sull'assedio giunsero a completa maturità. Riuscì ad istituire un corpo di minatori che gli consentì di effettuare tutta una serie di elaborati esperimenti che portarono alla stesura di dettagliate tabelle orarie e istruzioni di scavo matematicamente definite. (Traité des Mines, pubblicato la prima volta a Parigi, nel 1740, con numerose ristampe). Ma anche le sue teorie sull'assedio subirono continue messe a punto, come l'introduzione del tiro indiretto e del tiro di rimbalzo quali armi decisive che avrebbero reso la caduta di una fortezza solo una questione di tempo, che avrebbe potuto persino essere stimato in anticipo con una certa precisione.
Il nuovo metodo fu sperimentato in mezzo a difficoltà ed incomprensioni, ma consentì presto clamorosi successi, come all'assedio di Namur, difesa nel 1692 dall'altro grande ingegnere militare dell'epoca, Menno van Coehoorn. Conquistata la cittadella di Namur, Vauban la ridisegnò secondo i suoi schemi e la rese successivamente ancora più forte, ma non poté impedire a Coehoorn di prendersi la rivincita, riconquistandola pochi anni dopo. Il metodo fu applicato rigorosamente, e con pieno successo, ad Ath nel 1697.
Dopo la Pace di Ryswick Vauban ricostruì e migliorò altre fortezze, la più importante delle quali, Neuf-Brisach, fu fortificata seguendo il suo terzo sistema che Vauban considerava solo una modifica del secondo, chiamandolo sistema di Landau perfezionato. L'ultimo assedio da lui condotto fu quello di Alt Breisach nel 1703. La piazzaforte capitolò dopo quattordici giorni. Il 14 gennaio di quell'anno fu nominato Maresciallo di Francia, il che gli impedì di dirigere personalmente ulteriori assedi e mise fine alla sua carriera attiva. Poco dopo pubblicò il suo Traité de l'attaque des places, edizione riveduta ed ampliata della sua Mémoire del 1669, che contiene le teorie scientifiche da lui elaborate per il fuoco di rimbalzo, il tiro verticale antiuomo (per eliminare i difensori) e l'uso del metodo delle trincee parallele. Nel 1705 ricevette da Luigi XIV l'incarico di redigere un progetto per assediare la piazzaforte di Torino.
La Francia della fine del regno del Re Sole era ormai sulla difensiva, nuovi sviluppi delle tattiche militari rendevano la guerra sempre meno una semplice questione di assedi e controassedi. La Guerra di successione spagnola vide l'offuscarsi della reputazione di Vauban; la caduta di tante sue fortezze e le numerose capitolazioni della fortezza di Landau gettarono una luce sfavorevole sulla sua opera. Non potendo più occuparsi degli assedi, sua vera vocazione, scrisse un trattato sulla difesa, De la defense des places (ed. molto più tardi dal generale Valaze, Parigi, 1829), molto inferiore al precedente. Il Traits des fortifications de campagne in cui si delinea la teoria del Campo trincerato è un primo passo verso il sistema dei forti distaccati impiegato successivamente in tutta Europa, ma ricevuto sfavorevolmente a corte causò la definitiva esautorazione di Vauban.

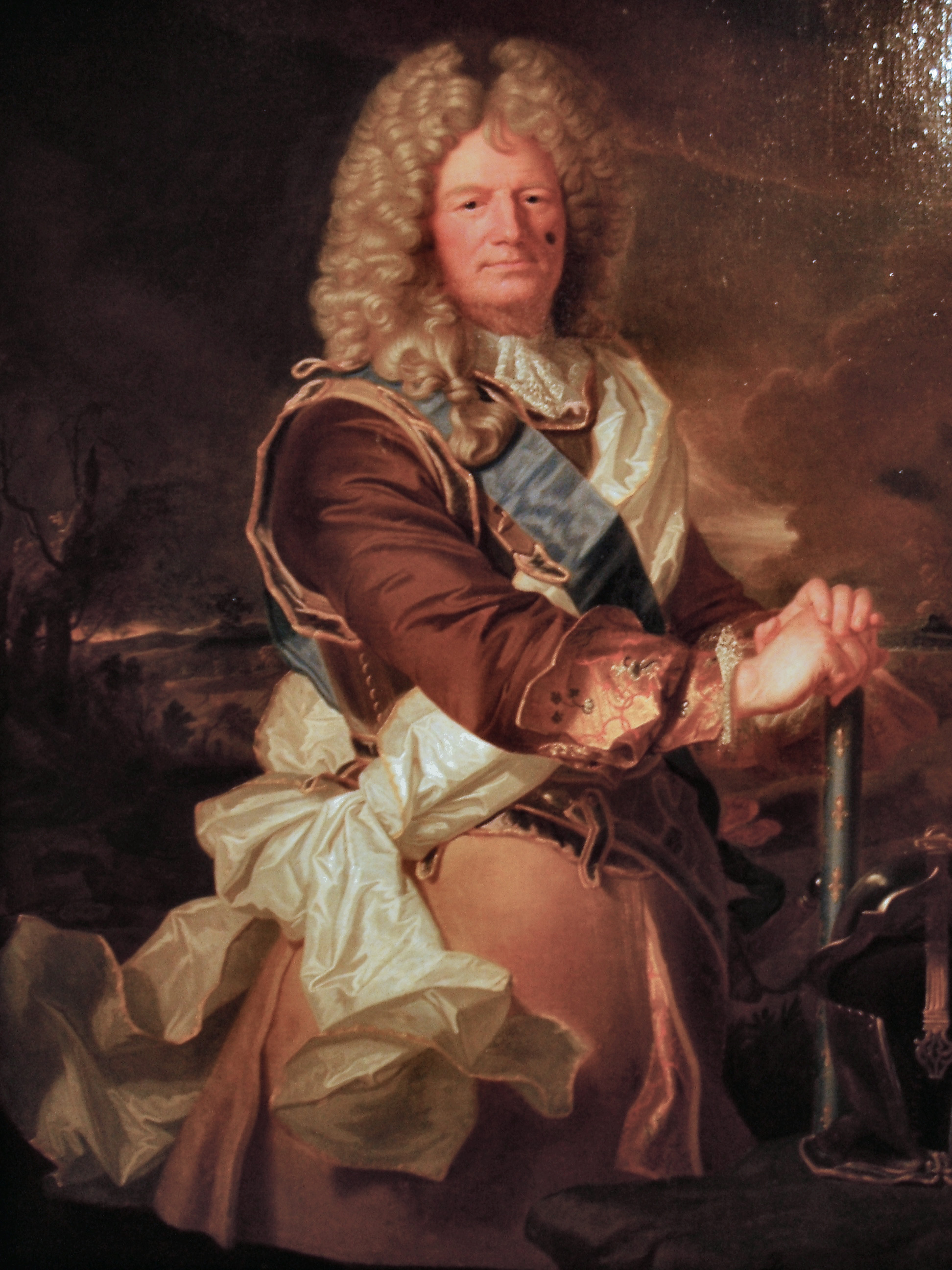
Ritratto del Vauban

## I criteri per progettare le fortificazioni
Vauban concepiva la rete difensiva a partire dal modello del terreno e delle linee di ostacoli naturali (fiumi, monti, morfologia del litorale), adattando al luogo ogni costruzione antica o moderna. Egli prestò particolare attenzione ai corsi dei fiumi, alla loro portata, alle loro piene. Dopo una attenta osservazione del terreno, egli redigeva un lungo rapporto al fine di riassumere gli ostacoli e le potenzialità di ogni sito.
Nell'aprile 1679, ad esempio, egli stese per il Louvois una memoria sulle fortificazioni da porre in Cerdagna, lungo la frontiera spagnola: esaminando sei possibili postazioni, egli ne eliminò cinque, considerando valida quella del Col de la Perche poiché dotata di bastioni naturali, facendo risparmiare due terzi di spostamenti di terra, più di un terzo di costruzioni in muratura e quindi almeno la metà dei costi necessari.
Nella maggior parte dei casi, come nell'esempio della Cerdagne (si trattava del progetto, realizzato, della cittadella di Mont-Louis), «…poiché è necessario assoggettare il progetto al terreno, e non il terreno al progetto», egli trasformò i vincoli imposti dalla natura in vantaggi difensivi, erigendo le fortezze su bastioni rocciosi. Una delle realizzazioni meglio riuscite fu quella di Briançon: i camminamenti posti sui fianchi della montagna furono trasformati in altrettanti camminatoi di cinta fortificata e imprendibili. Sia creandole, sia modificandole, Vauban operò su circa trecento piazze-forti. La sua filosofia d'ingegnere-costruttore sta in una frase: «l'arte di fortificare non consiste nelle regole e nei sistemi, ma solamente nel buon senso e nell'esperienza».

## Attività civili
A dimostrazione di un interesse per le matematiche applicate in generale Vauban pubblicò varie opere di argomento non militare, fra cui spicca per curiosità La cochonnerie ou calcul estimatif pour connaître jusqu'où peut aller la production d'une truie pendant dix années de temps (ovvero La maialeria, o stima per conoscere a quanto può ammontare il numero di nati da una scrofa durante dieci anni). Nel 1689 scrisse un Mémoire (memoriale) ben altrimenti serio sull'opportunità, giustificata su basi politico-economiche, di richiamare gli ugonotti, esortando Luigi XIV a ripristinare l'Editto di Nantes. Affrontò in modo originale anche il problema delle imposte, sempre spinoso in Francia, ed allora accentuato dalla politica economica di Colbert. Nella sua La Dîme royale (1707), propose di sostituire le molteplici imposte ancora semifeudali in vigore con una tassa sul reddito di unica aliquota di circa il 10 % senza esclusioni per alcuna classe privilegiata. I tempi non erano evidentemente ancora maturi, dato che questa ed altre prove di indipendenza di pensiero furono probabilmente le concause della sua disgrazia a corte, anche se alla notizia della sua morte il Re Sole espresse la sua tristezza per la perdita di un uomo di valore, sinceramente affezionato alla sua persona ed allo stato. Comunque, grazie alle sue pubblicazioni scientifiche, egli fu ammesso a titolo onorifico alla Académie des sciences
Morì di polmonite a Parigi. La sua tomba fu violata durante la rivoluzione, ma il suo cuore fu ritrovato nel 1808 e per ordine di Napoleone deposto nella cappella dell'Hôtel des Invalides.
Vauban godette anche di una certa fama di benefattore. Usò spesso le sue ricchezze per aiutare ufficiali bisognosi e si oppose a gravi punizioni verso la truppa ritenendole ingiuste, il tutto senza venire meno al rispetto della disciplina e delle gerarchie. Probabilmente la sua educazione in una famiglia di nobilotti a corto di quattrini, in un ambiente rustico (che egli non dimenticò mai, tornando nei suoi luoghi d'origine quando possibile), gli evitò di acquisire le maniere scostanti della nobiltà di corte.

## Alcune opere del Vauban

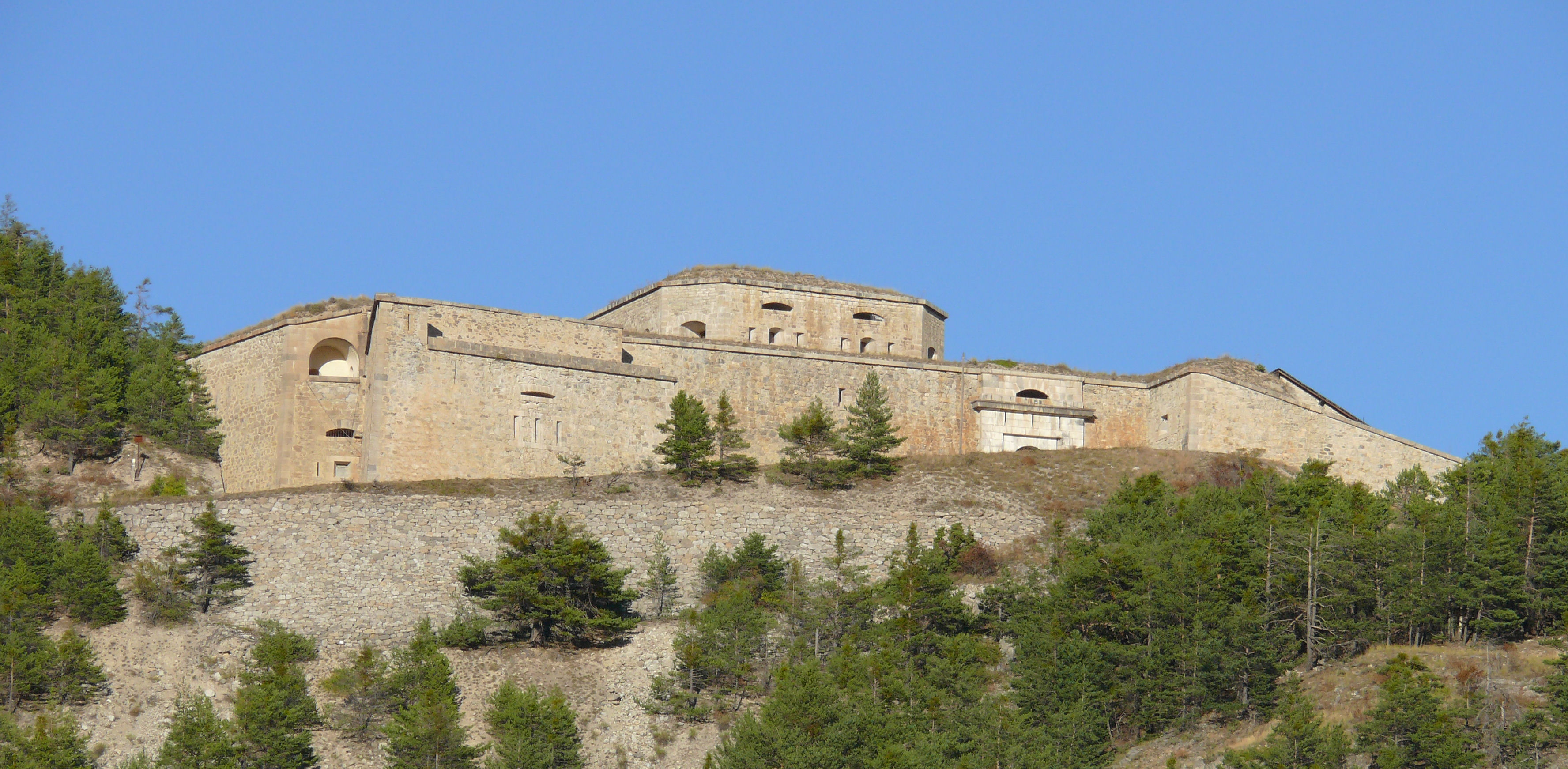
Forte delle Salettes a Briançon
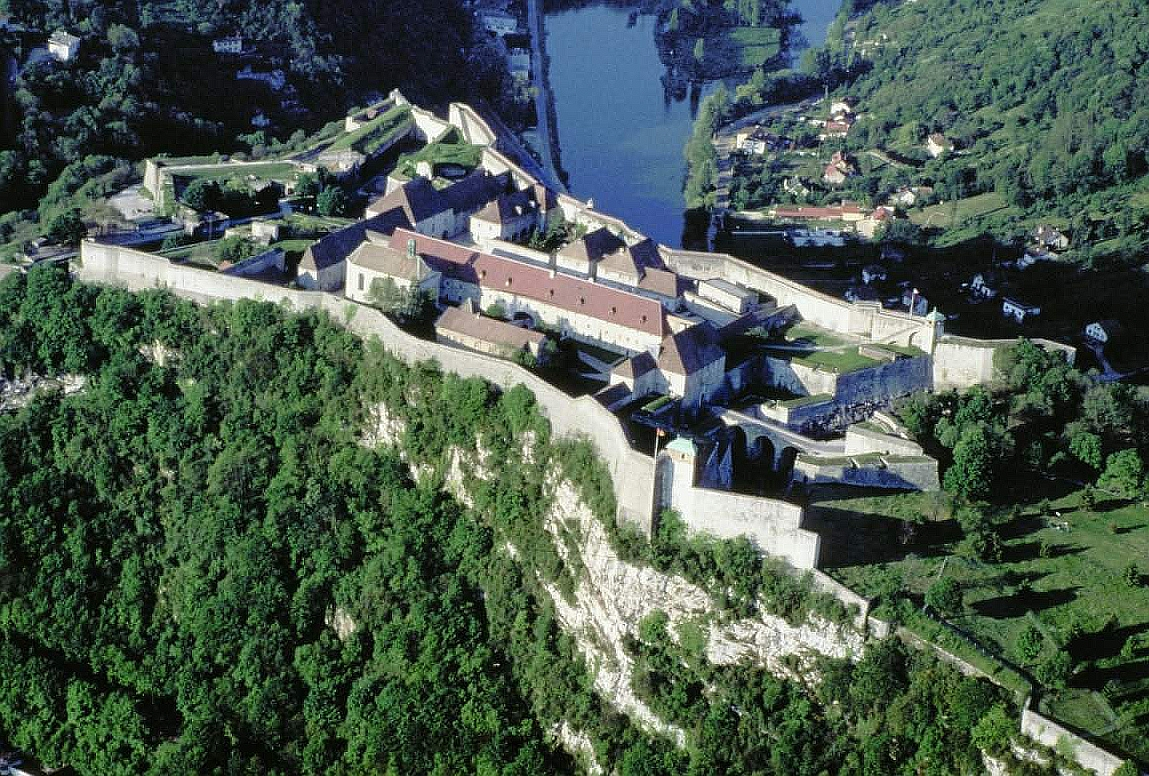
Cittadella di Besançon
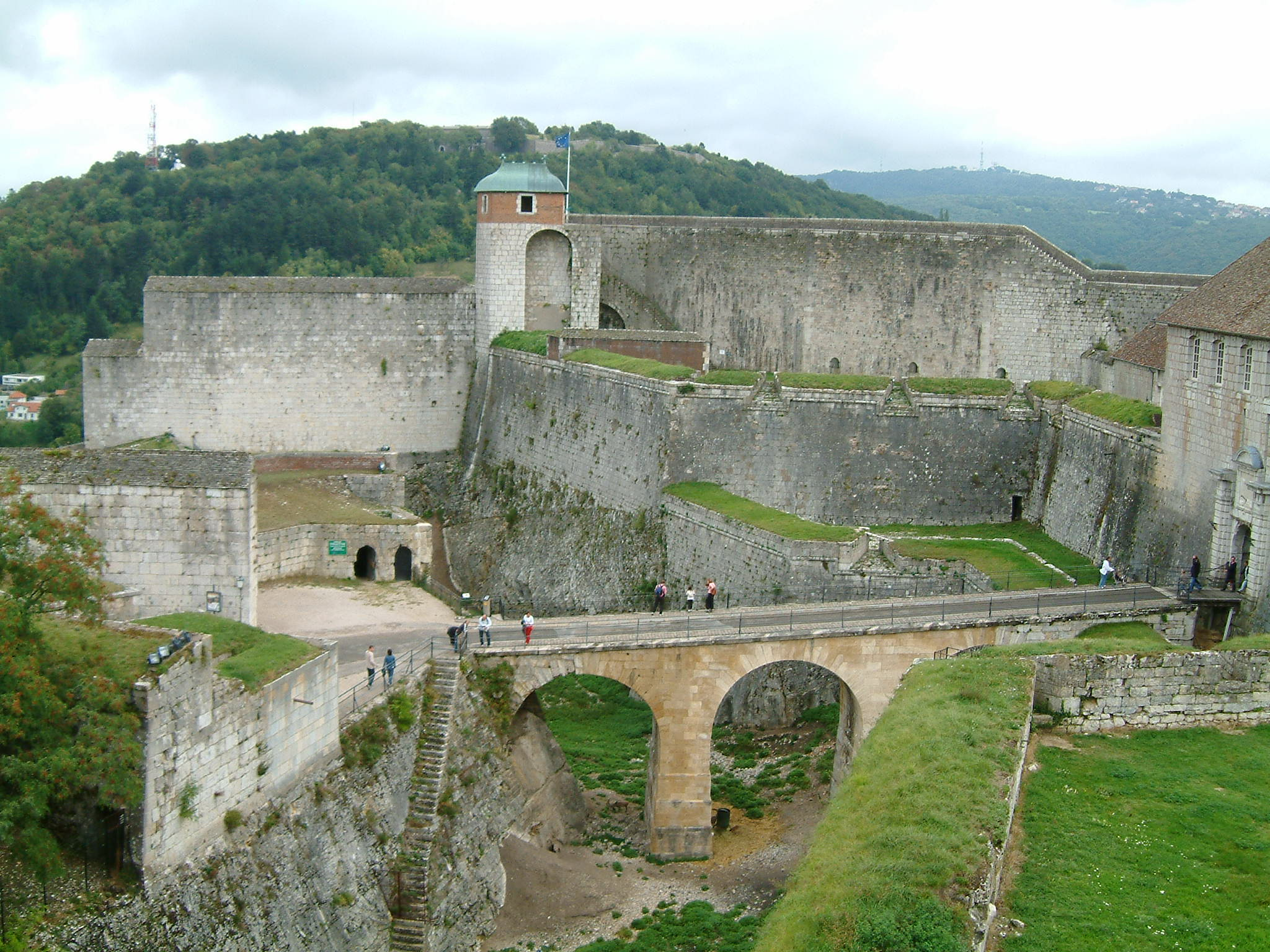
Entrata della cittadella di Besançon
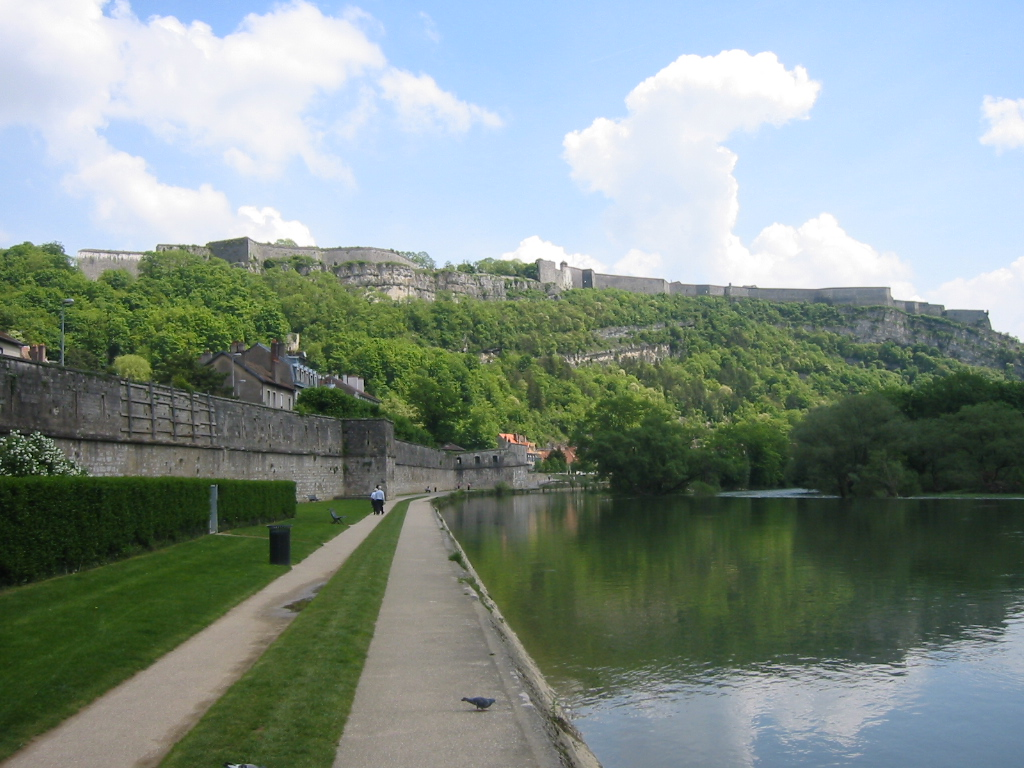
Cittadella di Besançon: vista sul Doubs
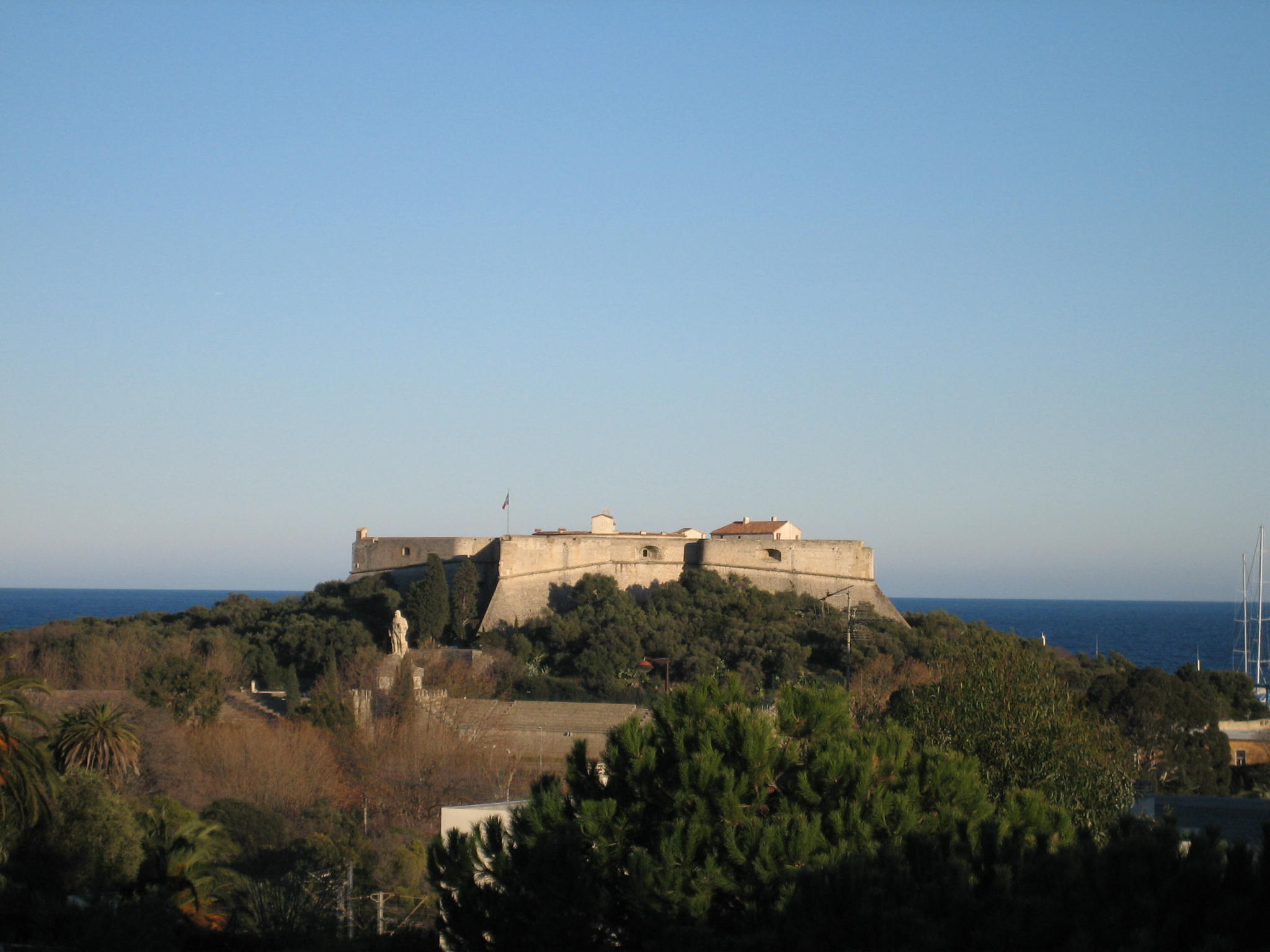
Forte di Antibes
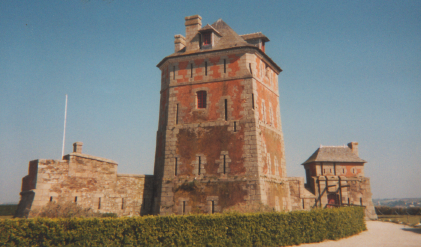
Tour Dorée di Camaret-sur-Mer
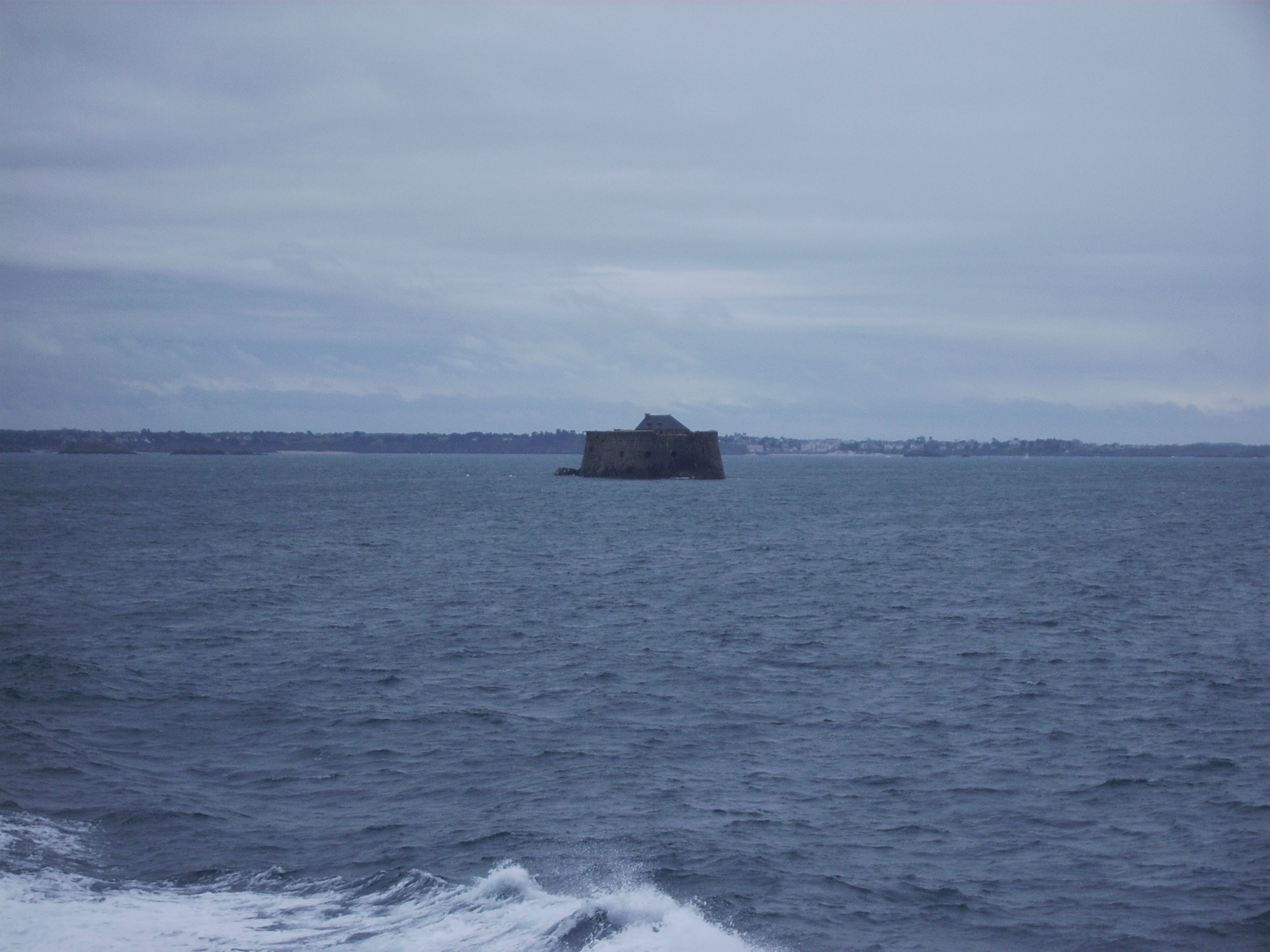
Fort de la Conchée - Baia di Saint-Malo
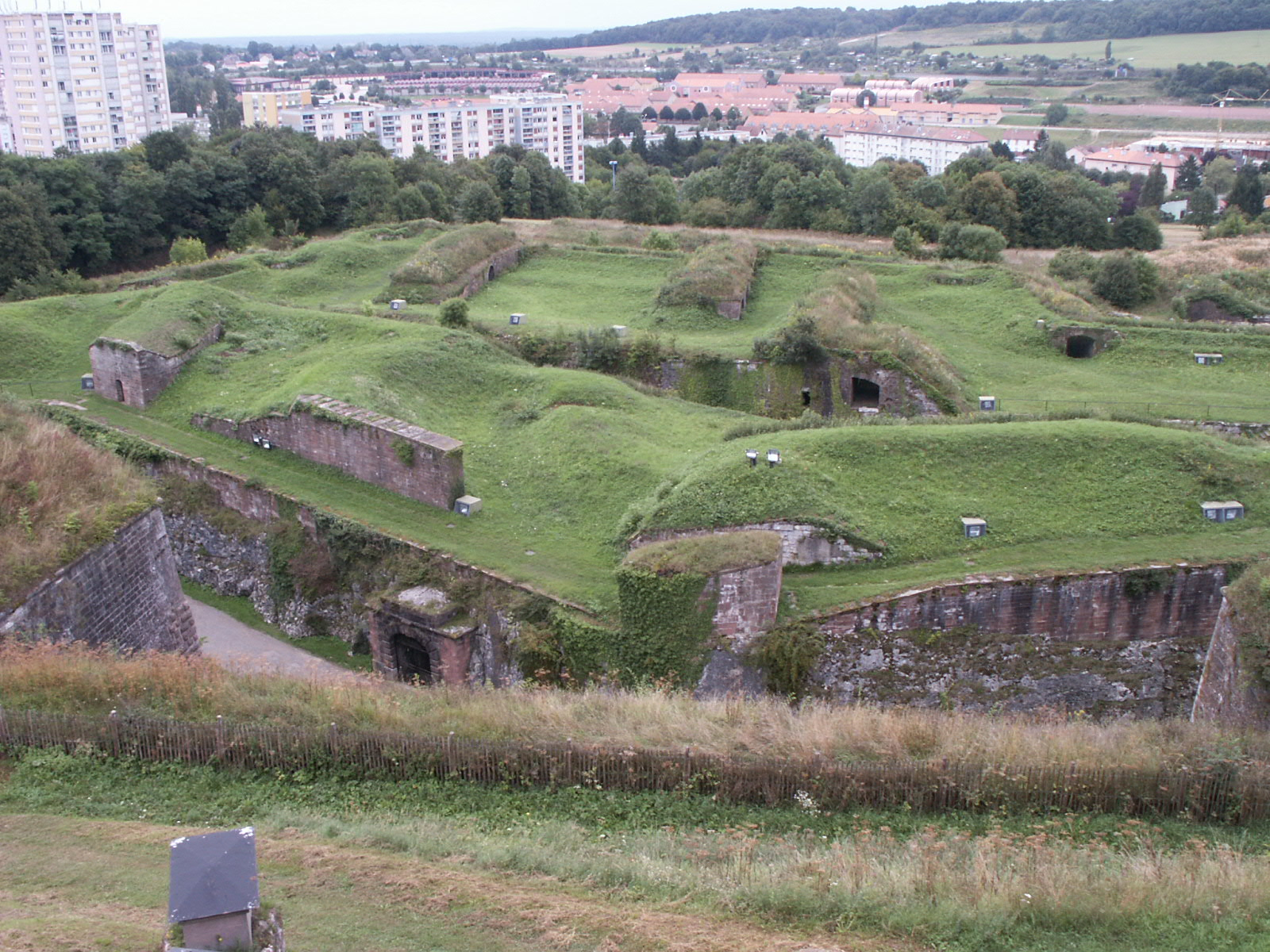
Fortificazioni di Belfort
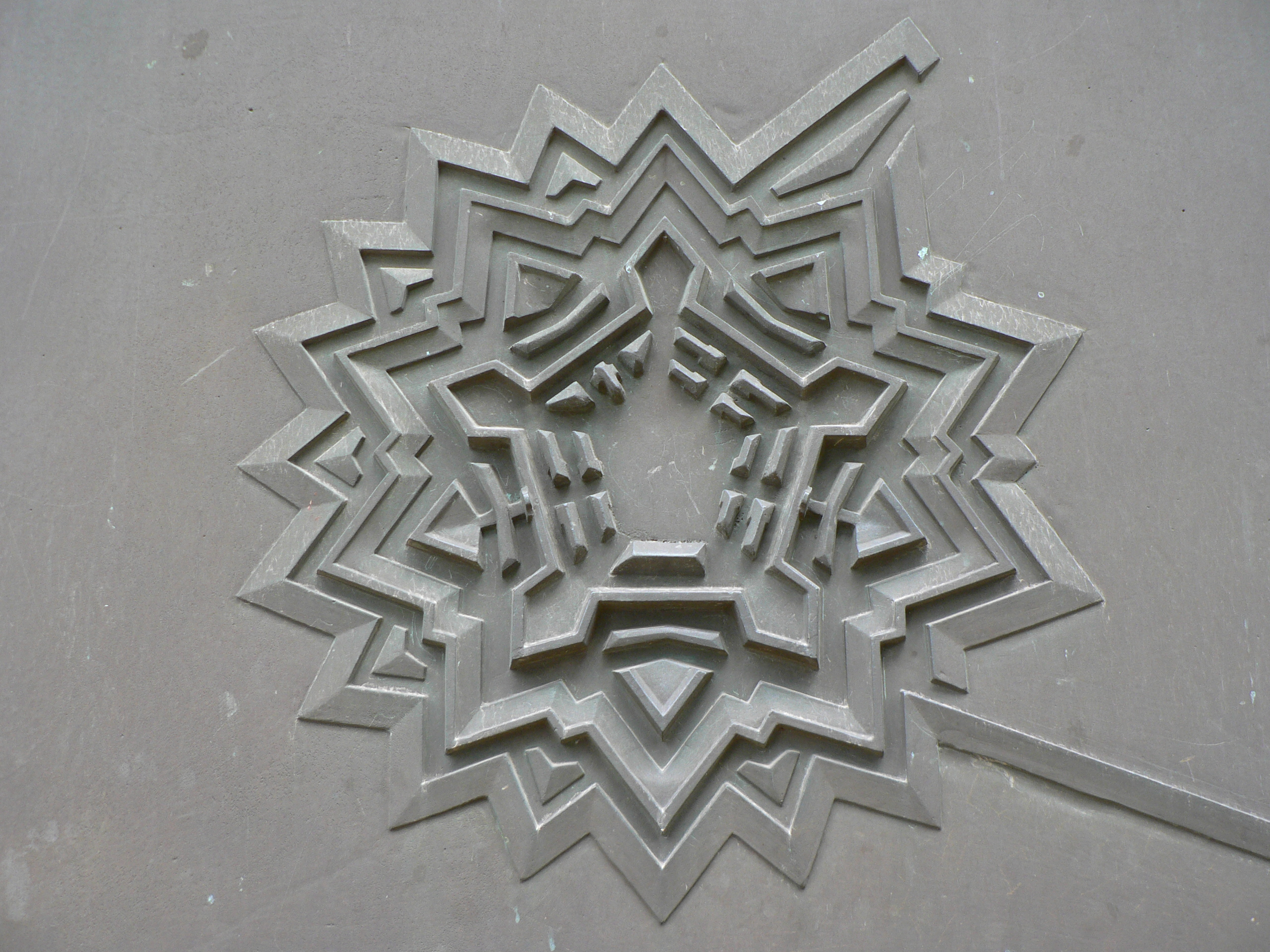
Cittadella di Lilla
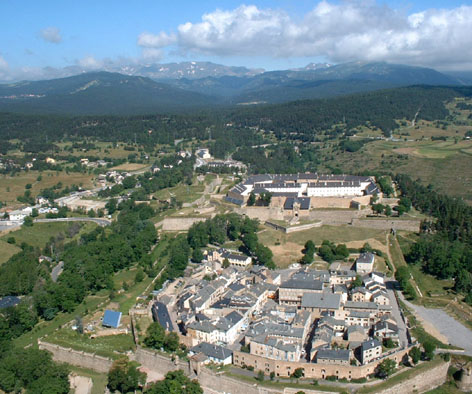
La cittadella di Mont-Louis
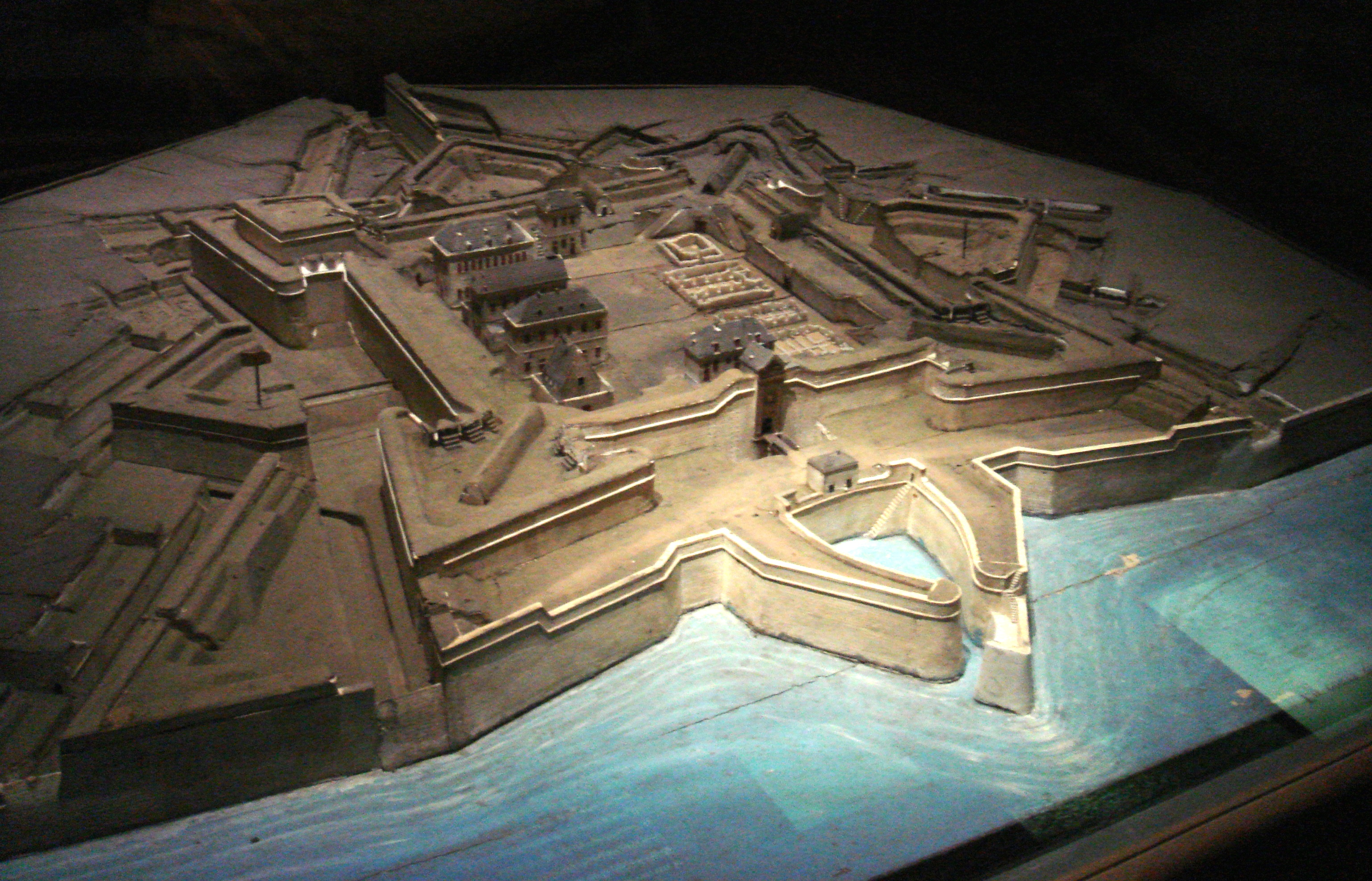
Saint-Martin-de-Ré
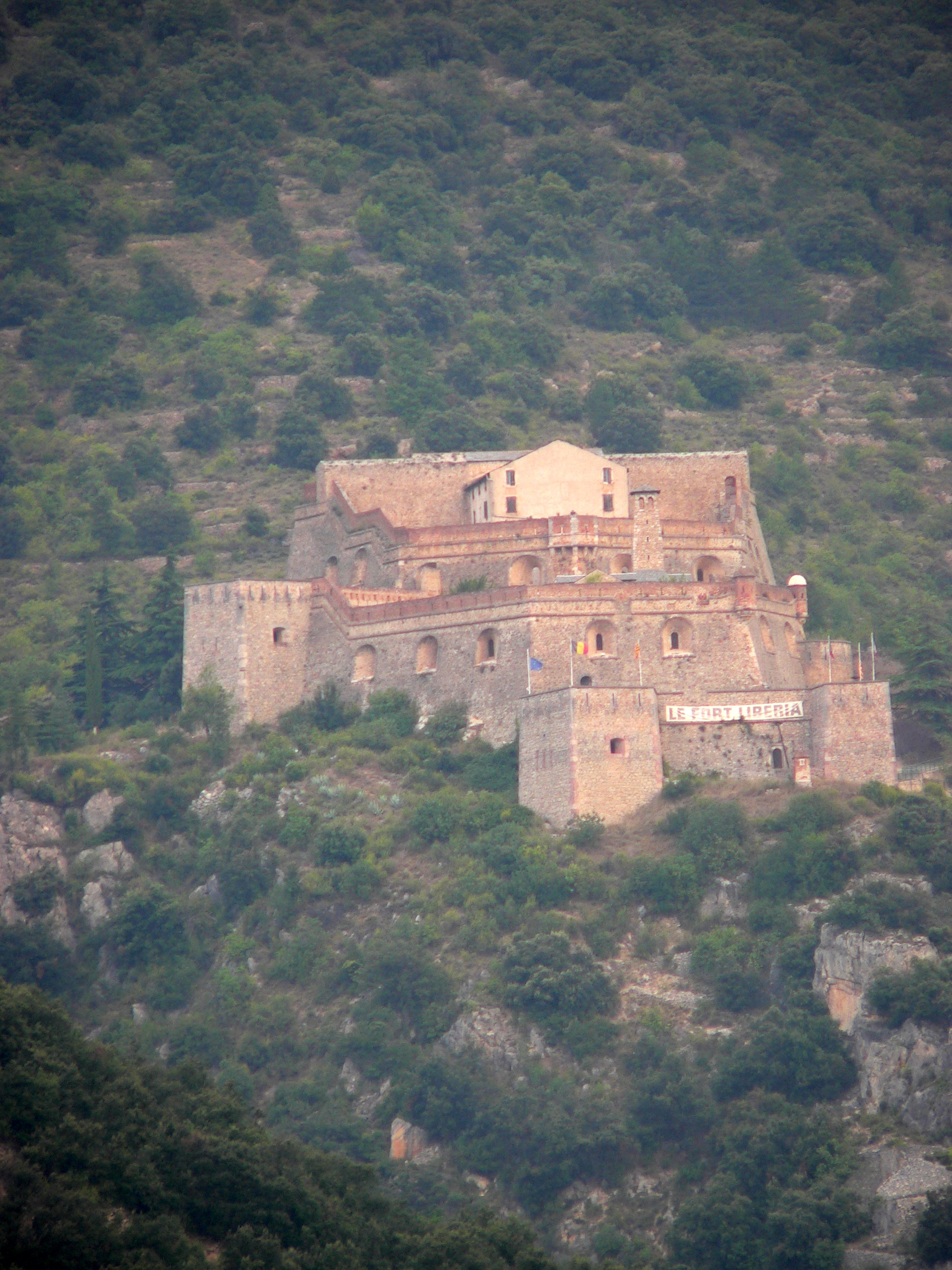
Forte Liberia a Villefranche-de-Conflent